# Sonia Escolano
Sonia Escolano est une réalisatrice espagnole née le 26 décembre 1980 à Alicante en Espagne.

## Biographie
Née à Alicante en décembre 1980, elle s'installe à Alcalá de Henares en 1996 pour y étudier la littérature. En 2005, elle réalise un premier court métrage El Señor Cuello largo, qui gagne le deuxième prix du Alcine film festival.
En 2006, elle réalise Julietas. De plus, au niveau littéraire, elle reçoit de nombreux prix pour des poèmes et des essais. Elle travaille aussi comme professeur de théâtre, avec des enfants, durant de nombreuses années. Son talent pour diriger des acteurs enfants se concrétise dans les films : Cedric, qui a participé à de nombreux festivals dans le monde, et le controversé El rapto de Ganimedes.
En 2009, elle réalise, avec Sadrac González-Perellón, le long métrage Le départ de Myna qui raconte l'histoire d'une immigrante illégale et les problèmes existant en Espagne. Ce film est récompensé dans de nombreux festivals internationaux, parmi lesquels l'Austin Film Festival, un des plus importants dans le monde, où il remporte le prix du jury pour la meilleure performance. Le film participe également aux sélections officielles de festivals comme Athensfest, Les Rencontres des Cinémas d'Europe ou The Bronx, à New York.
En 2009, elle réalise le court métrage Invisible Old People, sélectionné officiellement au Vancouver Film Festival.
Sonia Escolano est aussi la directrice de la troupe de théâtre Rotos y descosidos, spécialisée dans l'œuvre de Federico Garcia Lorca et où elle enseigne l'interprétation à des chanteurs d'opéra.
Dans Mars 2015 elle a publié son premier roman de fiction intitulé El Rey Lombriz (The Ver Roi), basé sur un scénario.
En 2018, il écrit et réalise son nouveau long métrage House of Sweat and Tears. Le film a été présenté aux Frontières à Festival de Cannes. Plus tard, il a été sélectionné pour participer à la section officielle du Fantastic Fest, à Austin, aux États-Unis.

## Filmographie Sélective
| Année | Film                     | Genre         |
| ----- | ------------------------ | ------------- |
| 2005  | El Señor Cuello-Largo    | Court-métrage |
| 2006  | Julietas                 | Court-métrage |
| 2007  | Cédric                   | Court-métrage |
| 2007  | El rapto de Ganímedes    | Court-métrage |
| 2009  | Invisible Old People     | Court-métrage |
| 2009  | Le départ de Myna        | Long-métrage  |
| 2018  | House of Sweat and Tears | Long-métrage  |